# Cultura di Samarra
     Cultura di Haggi Muhammad
     Cultura di Samarra
     Cultura di Halaf
     Cultura di Hassuna
     Culture "tipo Halaf"
     Ceramiche anatoliche
     Amuq D e neolitico ceramico B palestinese
     (area di Biblo): neolitico medio di Biblo

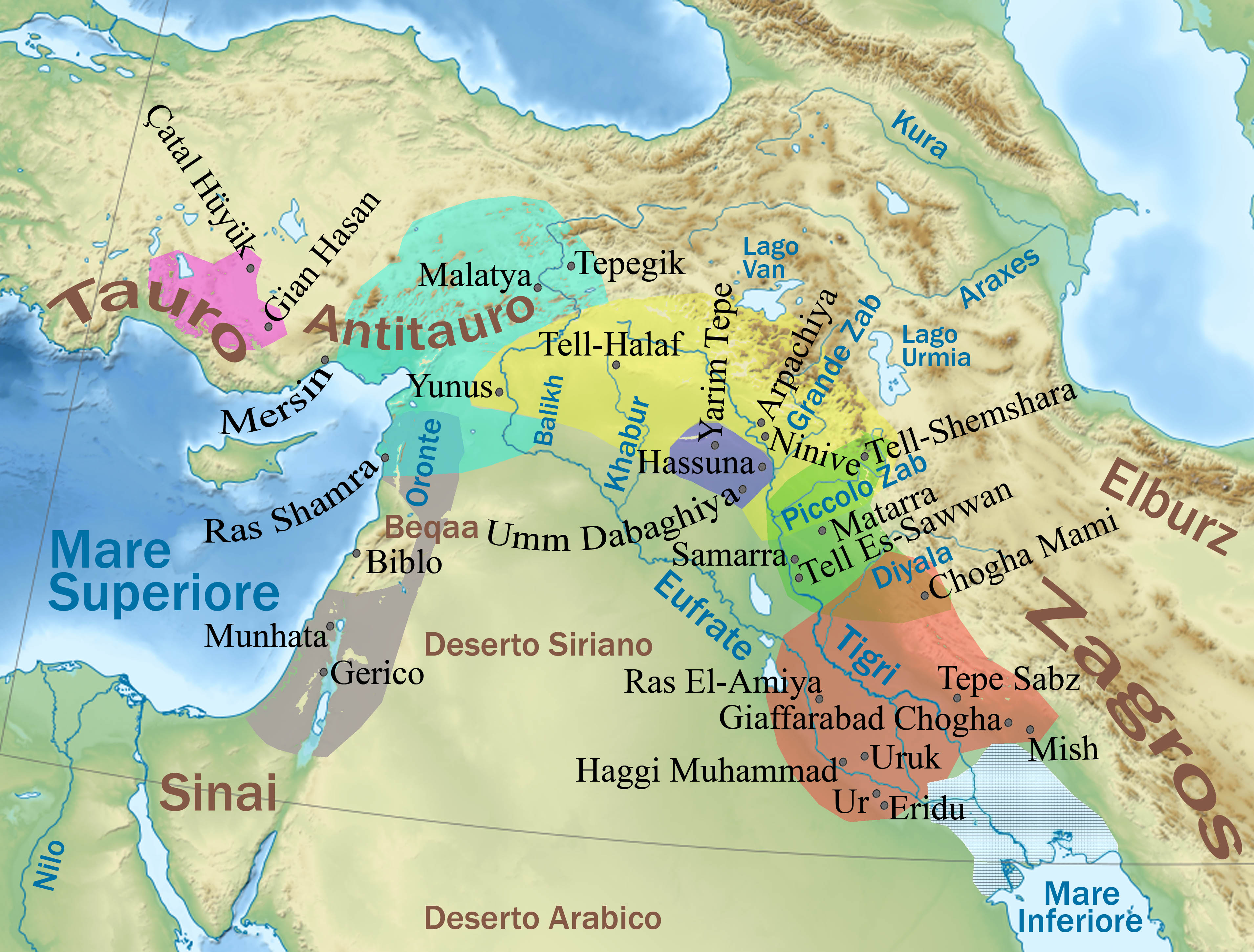
Zone di influenza delle diverse culture nel periodo medio Halaf, 5600-4500 a.C. (le dimensioni del Golfo Persico sono quelle ipotizzate per il 3000 a.C.)
Legenda (da sudest a nordovest approssimativamente):
Cultura di Haggi Muhammad
Cultura di Samarra
Cultura di Halaf
Cultura di Hassuna
Culture "tipo Halaf"
Ceramiche anatoliche
Amuq D e neolitico ceramico B palestinese
(area di Biblo): neolitico medio di Biblo

La cultura di Samarra è una cultura neolitica del Vicino Oriente antico.
È stata individuata una fase antica (5600-5400 a.C.), di cui si ha traccia a Samarra (il sito guida che dà il nome alla cultura) e a Tell es-Sawwan, come Samarra sulle rive del Tigri ma posto più a valle. Di una fase media (5400-5000 a.C.) si ha traccia verso nordest fino a Tell Shemshara (nella parte a monte del Piccolo Zab), verso sudest oltre il fiume Diyala, fino a Choga Mami, e ad ovest fino a Baghuz (sull'Eufrate). Della fase tarda, infine, si ha traccia solo a Choga Mami (tra il 5000 e il 4800 a.C.).
La fase finale si segnala per la particolarità degli insediamenti (a Tell es-Sawwan le case sono divise in molti ambienti ed è presente un muro di difesa) e per la ceramica dipinta: i motivi di quest'ultima sono estremamente complessi, soprattutto in rapporto alla ceramica fin lì sviluppata, e sviluppano anche temi figurativi. Con Samarra si diffonde il modello dell'"abitazione tripartita", un elemento poi a lungo tipico della tradizione mesopotamica: una sala centrale, divisa in due o tre parti, è attorniata da due file di stanze. La presenza di mura di cinta e di alcuni edifici di dimensioni maggiori rispetto alla media ha fatto ipotizzare che con Samarra e la sua seminale sedentarizzazione inizi a svilupparsi una prima stratificazione sociale.
Fondamentale sviluppo di questa cultura è il deciso orientamento verso la coltivazione irrigua, la cui prima attestazione certa è appunto a Choga Mami: la zona di influenza della cultura di Samarra è infatti piuttosto arida (ci si trova al di sotto della isoieta dei 200 mm di precipitazioni annue). La caccia rappresenta una forma di sostentamento ormai marginale.
| Schema cronologico del neolitico del Vicino Oriente | Schema cronologico del neolitico del Vicino Oriente | Schema cronologico del neolitico del Vicino Oriente | Schema cronologico del neolitico del Vicino Oriente                            | Schema cronologico del neolitico del Vicino Oriente | Schema cronologico del neolitico del Vicino Oriente | Schema cronologico del neolitico del Vicino Oriente | Schema cronologico del neolitico del Vicino Oriente |
| 6000                                                | Khabur                                              | Gebel Singiar Assiria                               | Medio Tigri                                                                    | Bassa Mesopotamia                                   | Khuzistan                                           | Anatolia                                            | Siria                                               |
| --------------------------------------------------- | --------------------------------------------------- | --------------------------------------------------- | ------------------------------------------------------------------------------ | --------------------------------------------------- | --------------------------------------------------- | --------------------------------------------------- | --------------------------------------------------- |
| 5500                                                |                                                     | Umm Dabaghiya                                       |                                                                                |                                                     | Muhammad Giaffar                                    | Çatalhöyük (6300-5500)                              | Amuq A                                              |
| 5200                                                | Halaf antico                                        | Hassuna                                             | Samarra antico (5600-5400) Samarra medio (5400-5000) Samarra tardo (5000-4800) |                                                     | Susiana A                                           | Hagilar Mersin 24-22                                | Amuq B                                              |
| 4800                                                | Halaf medio                                         | Hassuna tardo Gawra 20                              | Samarra antico (5600-5400) Samarra medio (5400-5000) Samarra tardo (5000-4800) | Eridu (= Ubaid 1) Eridu 19-15                       | Tepe Sabz                                           | Hagilar Mersin 22-20                                | Amuq C                                              |
| 4500                                                | Halaf tardo                                         | Gawra 19-18                                         |                                                                                | Haggi Muhammad (= Ubaid 2) Eridu 14-12              | Khazineh Susiana B                                  | Gian Hasan Mersin 19-17                             | Amuq D                                              |